# Davreuxite
La davreuxite è un minerale.